# Polizeidienststelle

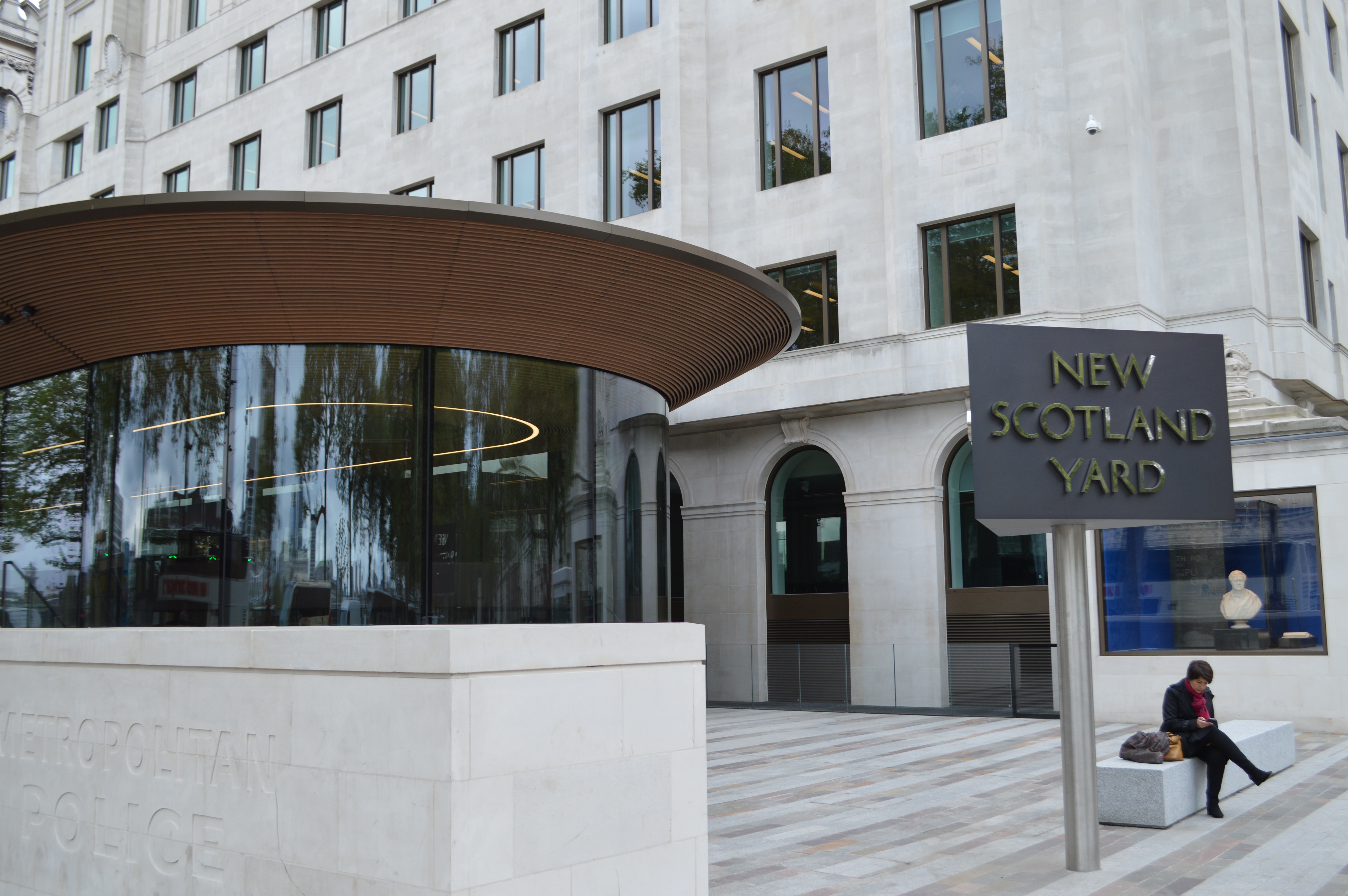
New Scotland Yard, Sitz der Metropolitan Police von Greater London

Eine Polizeidienststelle ist eine organisatorisch selbständige Behörde innerhalb einer Polizei. Landläufig wird darunter eine Polizeiinspektion, ein Polizeirevier/-Wache oder eine Polizeistation verstanden, die für den Publikumsverkehr geöffnet ist und bei der man beispielsweise Anzeige erstatten kann. Oftmals laufen hier auch die Polizeinotrufe in
- Deutschland: Telefonnummer 110
- Österreich: Telefonnummer 133
- Schweiz: Telefonnummer 117

auf, in jedem Fall allerdings die örtliche Telefonnummer, die im Telefonbuch verzeichnet ist.
Der Begriff weitet sich aber aus auf weitere Behörden, die ebenso zur Polizei gehören, allerdings auf einem Spezialgebiet arbeiten. Dazu gehören (erklärt an der Organisationsstruktur der Bayerischen Polizei) beispielsweise
- die Kriminalpolizeiinspektionen (analog: Kriminalpolizeistation)
- die Verkehrspolizeiinspektionen (analog: Verkehrspolizeistationen)
- die Hundertschaften bei den Bereitschaftspolizeien
- die Fahndungskontrollinspektionen (analog: Fahndungskontrollstationen).

In anderen Bundesländern kann die Bezeichnung der Dienststellen anders lauten, beispielsweise Reviere oder Abschnitt.
In größeren Städten ist es keine Seltenheit, dass mehrere Polizeidienststellen in einem Gebäude untergebracht sind; diese nehmen allerdings für den Außenstehenden meistens unerkennbar unterschiedliche Tätigkeiten wahr.
Allerdings versteht man unter einer Polizeidienststelle auch Behörden, mit denen man selten oder gar nicht in Kontakt treten kann, so zum Beispiel
- die Spezialeinsatzkommandos,
- die mobilen Einsatzkommandos,
- die Hubschrauberstaffeln,
- die Motorradstaffeln,
- die Polizeidirektionen,
- die Polizeipräsidien,
- die Landeskriminalämter und das Bundeskriminalamt,
- die Polizeimusikkorps.

Das rührt daher, dass diese Dienststellen oftmals andere Aufgabengebiete (Verwaltung, Repräsentation, geschlossene Einsätze, keine oder nur eingeschränkte Sachbearbeitung mit Bürgerkontakt/Außenwirkung) als beispielsweise eine Polizeiinspektion haben und daher nicht direkt mit dem Bürger in Kontakt treten.
Eine Polizeidienststelle hat je nach Aufgabenbereich, Lage und Bundesland eine Größe zwischen 60 und über 100 Mitarbeitern. Leiter einer Polizeidienststelle ist je nach Größe ein Beamter des gehobenen Dienstes oder – in den meisten Fällen – des höheren Dienstes.
Die vorgesetzte Dienststelle ist abhängig von der Organisationsgliederung der jeweiligen Polizei. Meistens besteht ein drei- oder vierstufiges System: Polizeiinspektion (oder -station) / Polizeirevier – Polizeidirektion – Polizeipräsidium – Innenministerium (Hierarchie von unten nach oben).
Keine Polizeidienststellen im originären Sinn stellen Verwaltungsämter dar, die je nach Bundesland beispielsweise mit der Verwaltung des Personals oder der Ahndung von Verkehrsordnungswidrigkeiten befasst sind. Anzeigen oder Fahndungshinweise, die bei einer Internetwache aufgegeben werden, werden automatisch an die jeweilig zuständige Dienststelle weitergeleitet – auch hinter der Internetwache steht also keine eigenständige Polizeidienststelle.

## Situation in Österreich
In Österreich wird die Organisation der Sicherheitsverwaltung im Sicherheitspolizeigesetz geregelt. Oberste Behörde ist der Innenminister. In jedem Bundesland ist eine Landespolizeidirektion eingerichtet. Diese ist für das jeweilige Bundesland zuständig, zugleich aber auch Sicherheitsbehörde erster Instanz für bestimmte (größere) Städte (beispielsweise Graz und Leoben in der Steiermark). Für alle anderen Gebiete übernehmen die Bezirksverwaltungsbehörden diese Funktion. Diesen Sicherheitsbehörden sind Bezirks- und Stadtpolizeikommanden und in weiterer Folgen die Polizeiinspektionen unterstellt. 
Daneben bestehen in mehreren österreichischen Gemeinden Gemeindewachkörper, zu deren Einrichtung alle Gemeinden gemäß Art 118 und 118a B-VG berechtigt sind. Ausgenommen von diesem Recht sind Städte, in denen die Landespolizeidirektion zugleich Sicherheitsbehörde erster Instanz ist.